# Ковачица (Болгария)
Ковачица (болг. Ковачица) — село в Болгарии. Находится в Монтанской области, входит в общину Лом. Население составляет 1 218 человек.

## Политическая ситуация
В местном кметстве Ковачица, в состав которого входит Ковачица, должность кмета (старосты) исполняет Лилия Борисова Сеферинова (Граждане за европейское развитие Болгарии (ГЕРБ)) по результатам выборов правления кметства.
Кмет (мэр) общины Лом — Пенка Неделкова Пенкова (независимый) по результатам выборов в правление общины.